# Cladomorphus gibbosus
Cladomorphus gibbosus är en insektsart som först beskrevs av Lucien Chopard 1911.  Cladomorphus gibbosus ingår i släktet Cladomorphus och familjen Phasmatidae. Inga underarter finns listade i Catalogue of Life.